# Kármán Tódor-díj
A Kármán Tódor-díj az oktatási miniszter által adományozható egyik állami elismerés. Adományozható a magyarországi oktatás, képzés, felnőttoktatás, tudományos kutatás érdekében végzett kiemelkedő tevékenységért a gazdasági élet szereplőinek. A díjazás kiemelt szempontjait az oktatási miniszter évente meghatározza. A díjat természetes és jogi személyek egyaránt  kaphatják.
Évente legfeljebb öt díj adományozható. A díjat az oktatási miniszter évente, a tanévkezdés időszakában adja át. A díjazott az adományozást igazoló oklevelet és plakettet kap.

## A plakett
A plakett kerek alakú, bronzból készült, átmérője 80, vastagsága 8 milliméter. A plakett egyoldalas, Kármán Tódor domború arcképét és a Kármán Tódor-díj feliratot ábrázolja. A plakettet alkotó szobrászművész neve közzétételre kerül az Oktatási Közlönyben.